# Classe Roslavl
Le unità classe Roslavl (progetto A-202 secondo la classificazione russa) sono rimorchiatori d'altura costruiti nei primi anni cinquanta.
Oggi ne risultano operativi una decina, in via di radiazione.

## Tecnica
I Roslavl sono rimorchiatori di piccole dimensioni e di concezione ormai antiquata.
La costruzione è avvenuta a Riga tra il 1953 ed il 1960.
Ne sopravvivono in tutto una decina, di due versioni diverse. Tutte le unità sono in fase di radiazione e non dovrebbero rimanere ancora a lungo in servizio.
Nello specifico, non si hanno notizie sulle flotte di appartenenza delle varie unità, oppure sulle date di costruzione e di ingresso in servizio.

### Morskoy Buksir
Si tratta della versione base, ovvero dei mezzi in servizio come rimorchiatori. La classificazione russa è Morskoy Buksir (MB), ovvero rimorchiatore d'altura.
- MB 45
- MB 69
- MB 102
- MB 120
- MB 125
- MB 134
- MB 145
- MB 147

### Spastel'niy Buksir
Alcune unità vennero in seguito modificate e riclassificate è Spastel'niy Buksir (SB), ovvero rimorchiatore da salvataggio. Le due versioni sono praticamente identiche.
- SB 41
- SB 46

## Il servizio in Cina
Alcune unità entrarono in servizio anche in Cina. Nello specifico, una venne importata direttamente dall'Unione Sovietica, mentre le altre vennero realizzate sul posto tra il 1964 ed il 1965.
Dal punto di vista tecnico, presentano alcune differenze. In particolare, variano le dimensioni (la versione cinese ha lo scafo leggermente più alto), il dislocamento (750 tonnellate) e la velocità (11 nodi, uno in meno rispetto a quelli in servizio in Russia).
Anche l'equipaggio è leggermente meno numeroso (28 elementi)
La loro capacità cargo è di 600 tonnellate. Inoltre, al contrario degli esemplari in Russia, i Roslavl cinesi risultano armati con un paio di mitragliatrici da 14,5mm
Oggi ne risultano in servizio tre, con i numeri di scafo 120, 302 e 403.